# Каруло (Салерно)
Каруло је насеље у Италији у округу Салерно, региону Кампанија.
Према процени из 2011. у насељу је живело 96 становника. Насеље се налази на надморској висини од 321 м.